# Karl Michael Vogler
Karl Michael Vogler (ur. 28 sierpnia 1928 w Remscheid, zm. 9 czerwca 2009 w Seehausen am Staffelsee) – niemiecki aktor.
Był aktorem najlepiej znanym z występów w kilku wysokobudżetowych angielskich filmach z lat 1960 i 1970. W tym Patton w którym zagrał Erwina Rommela. Ponadto pojawił się w wielu niemieckich produkcjach filmowych i telewizyjnych.
Urodził się jako syn kowala w Remscheid w Niemczech, a wychował w Bregencji w Austrii. Po ukończeniu studiów rozpoczął karierę aktorską z debiutem w Innsbrucku w 1950 roku.
Zmarł w Seehausen am Staffelsee w Niemczech.